# Hyptia nigriventris
Hyptia nigriventris är en stekelart som beskrevs av Gyöö Viktor Szépligeti 1903. Hyptia nigriventris ingår i släktet Hyptia och familjen hungersteklar. Inga underarter finns listade i Catalogue of Life.